# Rohtasgarh
Rohtasgarh  és una antiga fortalesa de Bihar (Índia), prop de Sasaram (que queda al nord) al districte de Shahabad a la unió dels rius Koel i Son. La població de Rohtas està propera però no és important (el 1901 tenia 1.899 habitants).
Derivaria el seu nom del príncep Rohitaswa, fill d'Haris Chandra, rei de la raça solar, però res de cert se sap de la fortalesa fins després del 1.100 quan pertanyia a Pratap Dhawala, que fou el pare del darrer rei hindú. Segles després Sher Shah Suri va conquerir Rohtasgarh el 1539 en la guerra contra Humayun, i va reforçar les seves defenses però com que les obres no avançaven a bon ritme va fundar una nova fortalesa a un lloc proper, la fortalesa de Shergarh. Man Singh, el general d'Akbar, quan fou nomenat virrei de Bengala i Bihar va escollir Rohtasgarh com a residència i fortalesa principal i segons algunes inscripcions va erigir molts dels edificis encara existents. A la seva mort va ser agregada al territoris del wazir imperial que hi va nomenar diversos governadors. El que exercia el càrrec el 1622-1624 va protegir a Shah Jahan i la seva família quan el príncep estava revoltat contra el seu pare. Al segle xvii depenia dels nawabs de Bengala i es va rendir als britànics després de la batalla de Buxar el 1764.
La fortalesa ocupa una superfície d'un 6 km de llard d'est a oest i de 8 km d'ampla de nord a sud amb una circumferència de 45 km. A la part sud-est hi ha el temple de Rohtasan, que tenia antigament una imatge de Rohitaswa que va rebre culte fins que fou destruïda per orde de'Aurangzeb. Un altre temple proper porta el nom d'Haris Chandra.